# Lefontita
La lefontita és un mineral de la classe dels fosfats.

## Característiques
La lefontita és un fosfat de fórmula química Fe₂Al₂Be(PO₄)₂(OH)₆. Va ser aprovada com a espècie vàlida per l'Associació Mineralògica Internacional l'any 2014. Cristal·litza en el sistema ortoròmbic.
Segons la classificació de Nickel-Strunz, la lefontita hauria de pertànyer a "08.DD - Fosfats, etc, només amb cations de mida mitjana, (OH, etc.):RO₄ = 2:1» juntament amb els següents minerals: chenevixita, luetheïta, acrocordita, guanacoïta, aheylita, calcosiderita, faustita, planerita, turquesa, afmita, childrenita, eosforita i ernstita.
L'exemplar que va servir per a determinar l'espècie, el que es coneix com a material tipus, es troba conservat al Museu Mineral de la Universitat d'Arizona, a Tucson (Arizona), amb el número de catàleg: 19802.

## Formació i jaciments
Va ser descoberta al Brasil, concretament la prospecció João Teodoro, a Linópolis (Divino das Laranjeiras, Minas Gerais). També ha estat descrita a la mina Palermo núm. 1, a la localitat de Groton (Nou Hampshire, Estats Units). Aquests dos indrets són els únics de tot el planeta on ha estat descrita aquesta espècie mineral.